# Spartina alterniflora
Spartina alterniflora (espartillo de cangrejal o borraza) es una gramínea perenne caducifolia que se halla en áreas inundadas intermareales, especialmente estuarios saladares. 

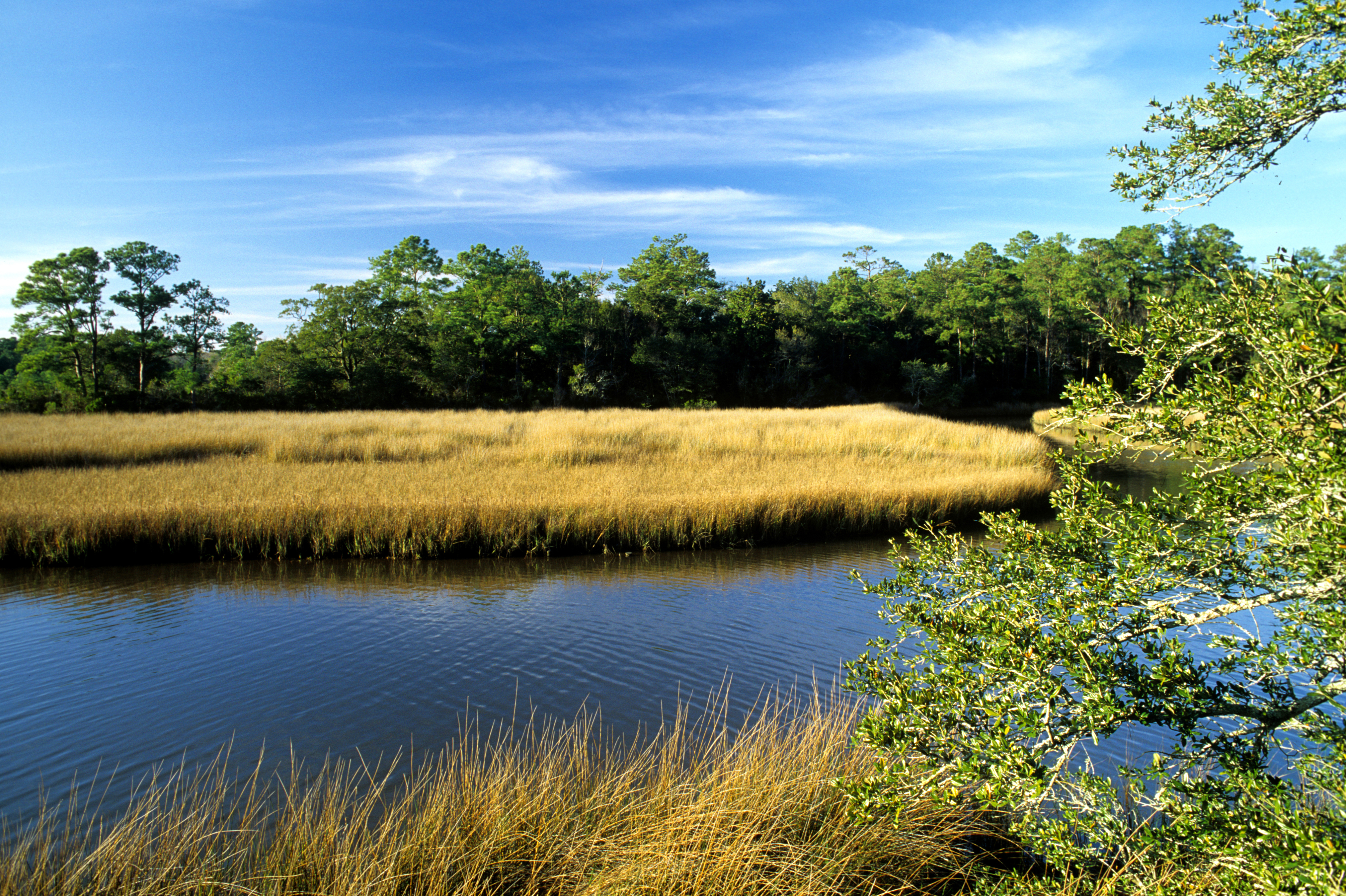
En su hábitat

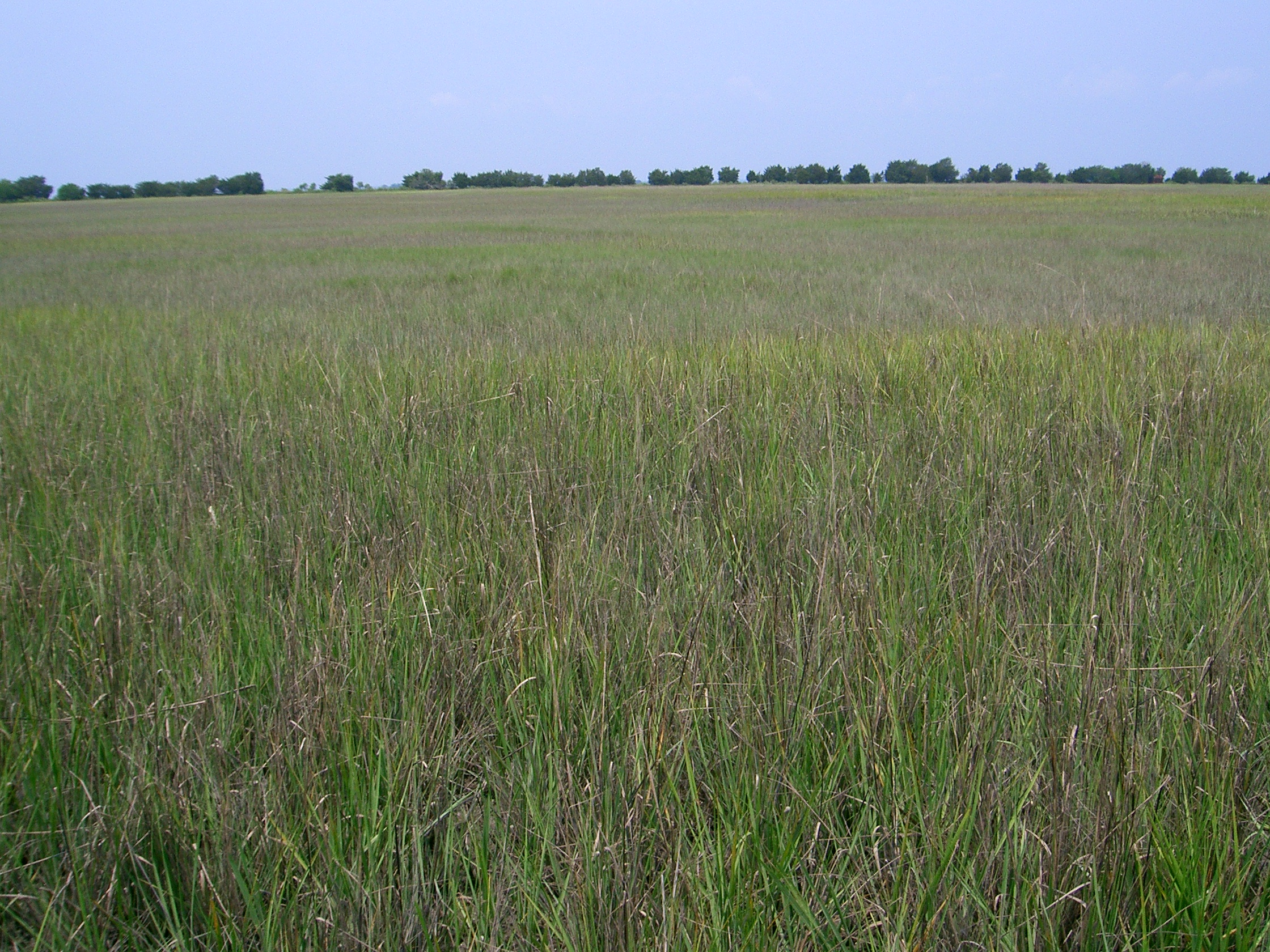
En su hábitat

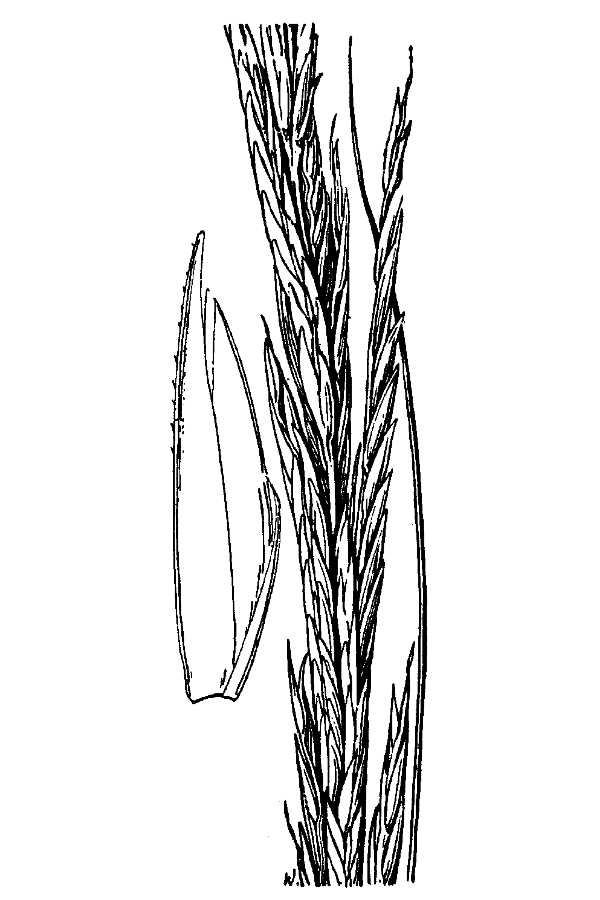
Ilustración

## Distribución
Es originaria de América del Norte y Sudamérica. Se la encuentra en: Canadá (Nuevo Brunswick, Newfoundland, Nueva Escocia, Isla Príncipe Eduardo, Quebec); EE. UU. (Connecticut, Maine, Massachusetts, Nuevo Hampshire, Nueva Jersey, Nueva York [s.e.], Rhode Island, Alabama [s.], Delaware, Florida, Georgia [s.e.], Luisiana [s.], Maryland, Misisipi [s.], Carolina del Norte[e.], Carolina del Sur, Virginia [e.], Texas); Sudamérica: Caribe: Guadalupe; Trinidad y Tobago, Guayana Francesa, Guyana, Surinam, Brasil [e.], Argentina (Buenos Aires), Uruguay (Río Negro).

## Descripción
Crece 1-1,5 m de altura, y tiene tallos lisos, huecos con hojas de 20-60 cm de largo y 15 mm de ancho en su base. Como su pariente Spartina patens, produce flores y semillas en solo un lado de la inflorescencia. Flores amarillentas verdes, marrones en invierno. Tiene raíces profundas, que al romperse resultan en crecimiento vegetativo asexual. Las raíces son importante alimento de gansos Chen caerulescens.
S. alterniflora se destaca por su capacidad de actuar como una ingeniería de ambientes. Crece dentro del agua al nivel de agua de mar o de saladares, y acumula sedimentos y provee hábitat para otras especies hábitat-ingenieriles. Esa acumulación de sedimentos y otros sustratos gradualmente altera el nivel del terreno por encima del borde de inundación, y entonces otras especies de menos tolerancia pueden llegar a la nueva tierra. A medida que la marga acrece, S. alterniflora se desplaza para seguir formando nuevos bordes.

## Problemas como especie invasora
Spartina alterniflora puede ser una maleza, por sí sola o hibridándose con spp. nativas. Un ejemplo de híbrido invasor es Spartina alterniflora que se cruza con S. anglica. S. anglica es un fértil poliploide derivado del híbrido S.alterniflora × townsendii (S. alterniflora × S. maritima), hallados cuando S. alterniflora se introduce al sur de Inglaterra en 1870 y entra en contacto con la local nativa S. maritima. S. anglica tiene una variedad de tretas que le permite ganar en competencia con las spp. nativas: tolera alta cantidad de sal y habilidad de hacer fotosíntesis a bajas temperaturas, resultando más productiva que otras similares plantas. Puede crecer en un amplio rango de sedimentos que otras especies de Spartina, y sobrevive a inundación en agua de mar por largos periodos de tiempo. S. anglica se ha expandido por el noroeste europeo, y (siguiendo a su introducción para control de erosión) en el este de Estados Unidos.
En el Estado de Washington, Spartina alterniflora fue probablemente introducido accidentalmente durante trasplantes en el siglo XIX. En 2000, cubría 6000-10 000 ha. En contraste, en los 1950s, había menos de 160 ha de Spartina alterniflora. 
En California, cuatro especies de Spartina exóticas (S. alterniflora, S. densiflora, S. patens, S. anglica) fueron introducidas a la región de la bahía de San Francisco. Spartina alterniflora está bien establecida en la bahía de Francisco, desde 1973. Se demuestra su habilidad en destronar a la nativa S. foliosa, potencialmente la elimina de la bahía de San Francisco (Callaway and Josselyn, 1992).
En España, debido a su potencial colonizador y constituir una amenaza grave para las especies autóctonas, los hábitats o los ecosistemas, esta especie ha sido incluida en el Catálogo Español de Especies Exóticas Invasoras, regulado por el Real Decreto 630/2013, de 2 de agosto, estando prohibida en España su introducción en el medio natural, posesión, transporte, tráfico y comercio.
Spartina alterniflora también se hibrida con S. foliosa, produciendo una competencia peor que con S. alterniflora sola (Anttila et al., 2000). El híbrido modifica físicamente el ambiente en detrimento de las spp. nativas (Ayres et al., 1999).

## Taxonomía
Spartina alterniflora fue descrita por Jean Louis August Loiseleur-Deslongchamps y publicado en Flora Gallica 719. 1807.
Etimología
Spartina: nombre genérico que deriva de las palabras griegas spartine (una cuerda hecha de esparto, Spartium junceum), refiriéndose a las hojas fibrosas.
alterniflora: epíteto latíno que significa "con flores alternas".
Sinonimia
| - Dactylis cynosuroides L. - Dactylis fasciculata C.Sm. - Dactylis maritima Schrad. - Limnetis glabra (Muhl. ex Elliott) Eaton & Wright - Spartina brasiliensis Raddi - Spartina dissitiflora Steud. - Spartina glabra Muhl. - Spartina intermedia Bosc ex St.-Yves - Spartina laevigata Bosc ex Link - Spartina longispica Hauman & Parodi ex St.-Yves - Spartina merrillii A.Chev. - Spartina x merrillii A. Chev. - Trachynotia alterniflora Steud. |